# Лев Романович (князь новосильский)
Лев Романович (1-я половина XV века) — князь Новосильский, второй сын новосильского князя Романа Семёновича. В ряде источников назван князем Воротынским. Традиционно считается родоначальником рода князей Воротынских.

## Биография
В родословной князей Одоевских Лев показан сыном князя Романа Семёновича, но без титула. Князь П. В. Долгоруков называл Льва князем Одоевским, а Г. А. Власьев — князем Воротынским. Однако в ряде синодиков (Елецком, Ростовском и Успенском вселенском) Лев Романович назван князем Одоевским.
По мнению польского историка С. М. Кучиньского, после смерти Романа единое Новосильско-Одоевское княжество перестало существовать, распавшись на уделы, однако против этой точки зрения выступают некоторые современные историки, указывая на то, что в начале XV века новосильские князья ещё в 1427 сохраняли родовое единство. Вероятно, Лев унаследовал Новосильское княжество после смерти старшего брата, Василия.
Лев Романович традиционно считается родоначальником князей Воротынских. Однако во вкладной книге Анастасова Богородице-Рождественского монастыря, который существовал в XVI—XVIII веках около Одоева, князья Михаил и Александр Ивановичи Воротынские указали в качестве своего предка не князя Фёдора Львовича, сына Льва Романовича, а князя Фёдора Юрьевича — возможного сына князя Юрия Романовича Чёрного.

## Брак и дети
Имя жены неизвестно.
- Василий Львович, князь Новосильский, Одоевский и Воротынский
- Фёдор Львович (ум. ок. 1483), князь Новосильский, Одоевский и Воротынский